# 濱田太貴
- 浜田太貴

濱田 太貴（はまだ たいき、2000年9月4日 - ）は、福岡県北九州市八幡西区出身のプロ野球選手（外野手）。右投右打。東京ヤクルトスワローズ所属。
愛称は「ハマちゃん」。

## 経歴

### プロ入り前
小学1年生の時に「塔野ファイターズ」でソフトボールを始め、北九州市立沖田中学校時代は「中間ボーイズ」でプレーした。
大分県別府市の明豊高等学校に進学し、1年生の秋からベンチ入りを果たす。2年生の夏には「3番・左翼手」として第99回全国高等学校野球選手権大会に出場し、初戦の対坂井（福井）戦では、逆転の2点本塁打を含む3安打4打点、3回戦の対神村学園戦においてもソロ本塁打を含み3安打4打点の活躍で、チームをベスト8に導いた。準々決勝の対天理戦では、3安打1打点を挙げるも9対13で敗れたが、当大会では9安打9打点2本塁打を記録し注目を集めた。3年生の夏の第100回選手権大分大会では、3回戦の対大分商業戦で4打数2安打3打点の活躍もあり、準決勝に駒を進めたが、柳ヶ浦に敗れ、2年連続の全国選手権出場はならなかった。高校通算45本塁打。
2018年10月25日に行われたプロ野球ドラフト会議において、東京ヤクルトスワローズから4巡目で指名を受け、11月17日、契約金3500万円、年俸500万円（金額は推定）で契約合意に達し、12月7日、入団発表会見が行われた。背番号は51。

### ヤクルト時代
2019年は、開幕直後から高卒新人ながら二軍公式戦（イースタン・リーグ）で先発出場を続け、105試合に出場して打率.254、8本塁打、52打点を挙げた。シーズン終盤の9月25日に一軍に昇格し、同日の中日ドラゴンズ戦に「1番・左翼手」で先発出場したが、4打数0安打2三振に終わった。一軍では2試合に出場して5打数0安打3三振に終わり、プロ初安打は翌年に持ち越されたが、オフには50万円増の推定年俸550万円で契約を更改した。
2020年は、8月12日の読売ジャイアンツ戦でプロ初安打、9月17日の横浜DeNAベイスターズ戦でプロ初本塁打を放った。9月20日には、初回先頭打者本塁打を記録、その後、続く青木宣親、山田哲人も本塁打を放ったため、史上5度しかない先頭打者からの三者連続本塁打の1人となった。最終的には33試合に出場し、打率.200、3本塁打、7打点を記録。オフに、200万円増の推定年俸750万円で契約を更改した。
2021年は、オープン戦で4本塁打11打点と好調をキープしていたが、開幕直前に「上半身のコンディション不良」で離脱し、開幕一軍を逃した。ファームで4月9日に実戦復帰したが、二軍でも13試合の出場にとどまり、結局一軍に昇格することがないままシーズンを終えた。12月10日、50万円減となる推定年俸700万円で契約を更改した。
2022年は、3月25日の開幕戦でチーム同年第1号となる本塁打を放つなど、自己最多となる73試合に出場し、打率.206、6本塁打、14打点を記録。オフに600万円増の推定年俸1300万円で契約を更改した。
2023年は、初めて年間を通じて一軍に帯同。規定打席には届かなかったものの、自己最多を更新する103試合に出場し、打率.234、5本塁打、22打点を記録。オフに700万円増の推定年俸2000万円で契約を更改した。また球団OBで同郷の先輩である内川聖一に弟子入りしてオフの自主トレを行うことを明らかにした。

## 選手としての特徴

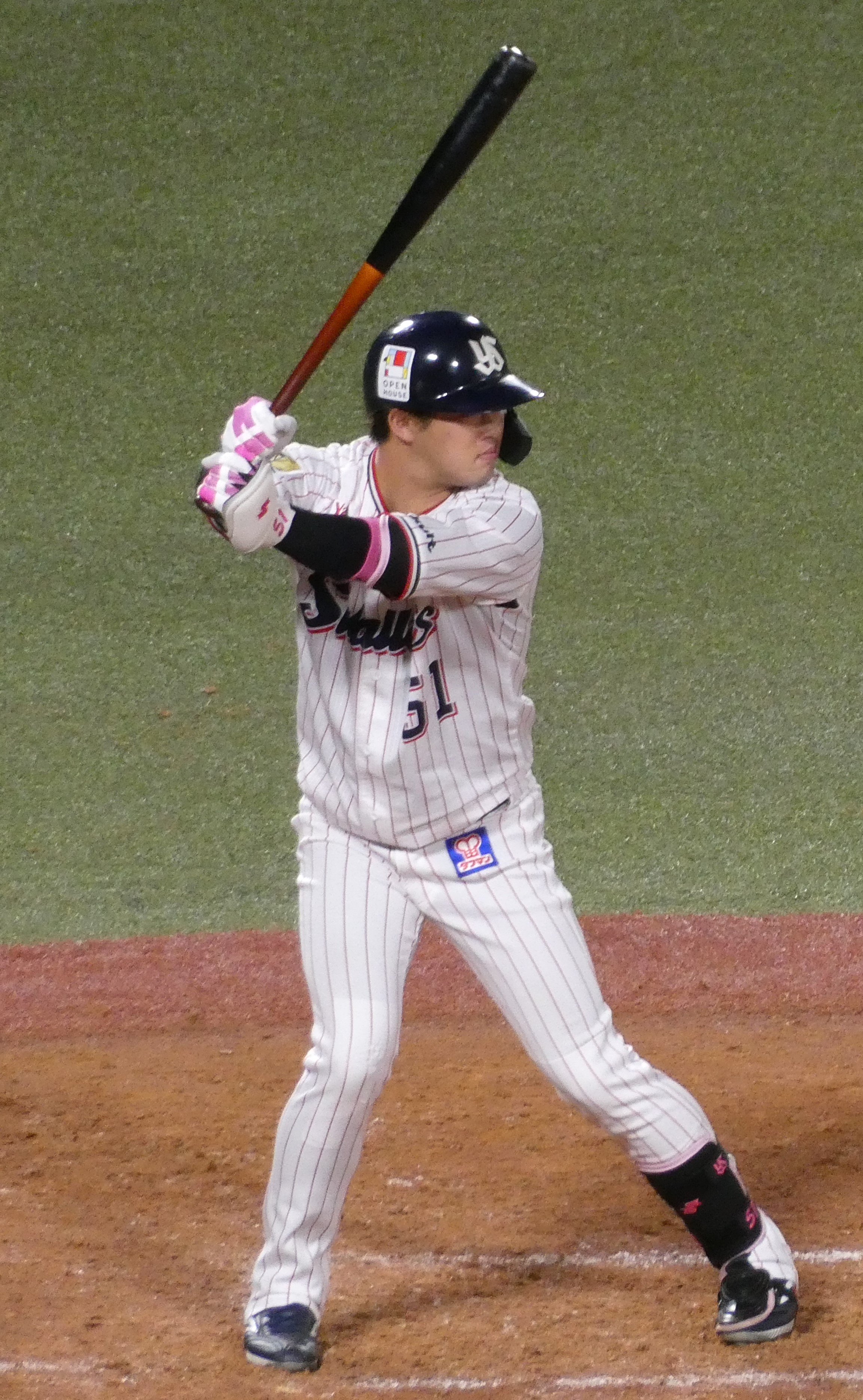
打席での濱田（2022年8月12日、明治神宮野球場にて）

ヘッドスピードが速く、常にフルスイングして広角に打てるパワーヒッター。どんな球にも迷わずフルスイングする姿がヤクルトOBの池山隆寛を彷彿とさせることから「令和のブンブン丸」と呼ばれることもある。高校時代に遠投100m、50m走のタイム6秒2を記録。
チームメイトである青木宣親から「打撃の天才」と評価されている。DeNAの宮﨑敏郎からはS-PARKの番組公式YouTubeにて「長打もあるし、なんといってもバットコントロール。当てる技術がすごい」と打撃技術を絶賛されている。

## 詳細情報

### 年度別打撃成績
| 年 度     | 球 団     | 試 合 | 打 席 | 打 数 | 得 点 | 安 打 | 二 塁 打 | 三 塁 打 | 本 塁 打 | 塁 打 | 打 点 | 盗 塁 | 盗 塁 死 | 犠 打 | 犠 飛 | 四 球 | 敬 遠 | 死 球 | 三 振 | 併 殺 打 | 打 率 | 出 塁 率 | 長 打 率 | O P S |
| --------- | --------- | ----- | ----- | ----- | ----- | ----- | -------- | -------- | -------- | ----- | ----- | ----- | -------- | ----- | ----- | ----- | ----- | ----- | ----- | -------- | ----- | -------- | -------- | ----- |
| 2019      | ヤクルト  | 2     | 5     | 5     | 0     | 0     | 0        | 0        | 0        | 0     | 0     | 0     | 0        | 0     | 0     | 0     | 0     | 0     | 3     | 0        | .000  | .000     | .000     | .000  |
| 2020      | ヤクルト  | 33    | 105   | 100   | 7     | 20    | 4        | 0        | 3        | 33    | 7     | 0     | 0        | 0     | 0     | 5     | 0     | 0     | 30    | 1        | .200  | .238     | .330     | .568  |
| 2022      | ヤクルト  | 73    | 148   | 141   | 12    | 29    | 5        | 1        | 6        | 54    | 14    | 0     | 1        | 1     | 0     | 6     | 0     | 0     | 34    | 5        | .206  | .238     | .383     | .621  |
| 2023      | ヤクルト  | 103   | 276   | 252   | 30    | 59    | 17       | 0        | 5        | 91    | 22    | 4     | 1        | 4     | 0     | 19    | 0     | 1     | 60    | 6        | .234  | .290     | .361     | .652  |
| 2024      | ヤクルト  | 10    | 28    | 26    | 0     | 2     | 0        | 0        | 0        | 2     | 1     | 0     | 0        | 1     | 0     | 1     | 0     | 0     | 8     | 1        | .077  | .111     | .077     | .188  |
| 通算：5年 | 通算：5年 | 221   | 562   | 524   | 49    | 110   | 26       | 1        | 14       | 180   | 44    | 4     | 2        | 6     | 0     | 31    | 0     | 1     | 135   | 13       | .210  | .255     | .344     | .599  |

- 2024年度シーズン終了時

### 年度別守備成績
| 年 度 | 球 団    | 外野  | 外野  | 外野  | 外野  | 外野  | 外野     |
| 年 度 | 球 団    | 試 合 | 刺 殺 | 補 殺 | 失 策 | 併 殺 | 守 備 率 |
| ----- | -------- | ----- | ----- | ----- | ----- | ----- | -------- |
| 2019  | ヤクルト | 1     | 2     | 0     | 0     | 0     | 1.000    |
| 2020  | ヤクルト | 26    | 31    | 0     | 2     | 0     | .939     |
| 2022  | ヤクルト | 39    | 54    | 2     | 0     | 0     | 1.000    |
| 2023  | ヤクルト | 67    | 113   | 5     | 0     | 2     | 1.000    |
| 2024  | ヤクルト | 8     | 13    | 1     | 0     | 0     | 1.000    |
| 通算  | 通算     | 141   | 213   | 8     | 2     | 2     | .991     |

- 2024年度シーズン終了時
- 各年度の太字はリーグ最高

### 記録
初記録
- 初出場・初先発出場：2019年9月25日、対中日ドラゴンズ25回戦（ナゴヤドーム）、「1番・左翼手」で先発出場
- 初打席：同上、1回表に梅津晃大から遊ゴロ
- 初安打：2020年8月12日、対読売ジャイアンツ8回戦（東京ドーム）、5回表に菅野智之から中前安打[13]
- 初本塁打・初打点：2020年9月17日、対横浜DeNAベイスターズ18回戦（明治神宮野球場）、5回裏にマイケル・ピープルズから左中間ソロ[14]
- 初盗塁：2023年4月16日、対広島東洋カープ6回戦（MAZDA Zoom-Zoom スタジアム広島）、1回表に二盗（投手：玉村昇悟、捕手：坂倉将吾）

### 背番号
- 51（2019年 - ）

### 登場曲
- 「Way Back Home」SHAUN（2020年 - ）※第1、2、3、5打席
- 「Sing Out!」乃木坂46（2020年 - ）※第4打席